# سخانات مياه التغذية

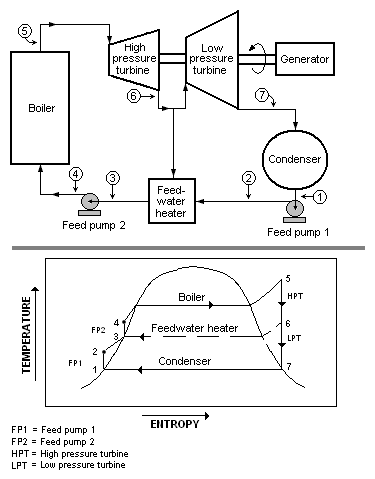

سخانات مياه التغذية (بالإنجليزية: Feed water heaters)‏ هي سخانات تستخدم في محطات الطاقة البخارية التي تعمل على دورة رانكن المعدلة وتعرف بدورة الاسترجاع الحراري (بالإنجليزية:  Regeneravie cycle)‏ لرفع درجة حرارة مياه التشغيل عن طريق تسخينها باستنزاف جزء من بخار التربينة ونتيجة لذلك تنخفض كمية الحرارة المضافة إلى الغلاية وترتفع الكفاءة الحرارية للمحطة.

و تستخدم محطات الطاقة البخارية الكبيرة ما بين 5 إلي 8 سخانات لمياه التغذية، ويؤدي زيادة عدد السخانات عن ذلك إلي زيادة التكاليف الاقتصادية وتعقيد التراكيب في المحطة بالنسبة للعائد الضئيل في زيادة الكفاءة.

## أنواع سخانات مياه التغذية
تنقسم سخانات مياه التغذية إلي نوعين رئيسين:
- السخانات المفتوحة أو سخانات التلامس المباشر (بالإنجليزية:  Open or direct contact feed water heater)‏
- السخانات المغلقة (بالإنجليزية:  Closed feed water heater)‏

### السخانات المفتوحة
يحدث فيها خلط مباشر بين البخار المستنزف من التربينة ومياه التشغيل الآتية من المكثف (بالإنجليزية: Condenser)‏ ويخرج الخليط علي هيئة مياه مشبعة بالبخار (بالإنجليزية: Saturated water)‏ من أسفل السخان يتم رفع ضغطها باستخدام مضخة لضغط الغلاية.

تستخدم السخانات المفتوحة أيضا للتخلص من بعض الغازات في الماء التي لم يحدث لها تكثف مثل الهيدروجين والأكسجين وثاني أكسيد الكربون والهواء.

يتوسط السخان المفتوح السخانات المغلقة في دورة التشغيل، ويستخدم 2 سخان مفتوح كحد أقصي.

### السخانات المغلقة
وفيها تمر مياه التشغيل في أنابيب خلال السخان ويمر علي الأنابيب البخار المستنزف من التربينة ليخرج من أسفل السخان مياه مشبعة ويكون لها مسارين:
- رفع ضغطها لضغط مياه التشغيل وخلطها معها لتذهب إلي الغلاية، وتسمي هذه الطريقة «كل المستنزف يضخ للأمام» (بالإنجليزية: All drains pumped forward)‏>
- إرجاع الخليط للخلف عن طريق خفض ضغطه بواسطة صمام خنق ومن ثم خلطه مع المياه عند المكثف ويتم ضخه في خط التشغيل وتعرف هذه الطريقة باسم «كل المستنزف يتم إرجاعه للخلف» (بالإنجليزية: All drains cascaded backward)‏.